# Rivière Camachigama
La rivière Camachigama coule entièrement dans Senneterre (ville), dans la municipalité régionale de comté de La Vallée-de-l'Or, dans la région administrative de l'Abitibi-Témiscamingue, au Québec, au Canada.
La rivière Camachigama traverse vers le sud-ouest le territoire de la Zec Capitachouane. Son cours traverse les cantons de Jalobert, Chouart, Festubert, Lens et Vimy. La rivière Camachigama constitue un affluent de la rive nord du lac Bouchette lequel est traversé vers l'ouest la rivière des Outaouais. Puis le courant coule vers l'ouest jusqu’au réservoir Dozois.
La surface de la rivière Camachigama est généralement gelée de la mi-décembre jusqu'au début avril. La foresterie constitue la principale activité économique ; les activités récréotouristiques arrivent en second rang grâce aux activités sur la zec Capitachouane.

## Géographie

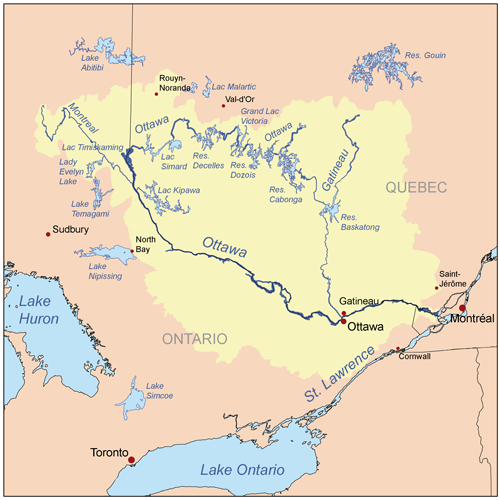
Bassin versant de la rivière des Outaouais

Les bassins versants voisins de la rivière Camachigama sont :
- côté nord : ruisseau Traverse, lac Fitzgerald, rivière Capitachouane, lac Capitachouane ;
- côté est : rivière Chênevert, rivière Suzie ;
- côté sud : rivière des Outaouais, lac Bouchette ;
- côté ouest : rivière Capitachouane, lac Harris, lac Fitzgerald.

Le lac Peter (longueur : 0,6 km ; altitude : 438 m), situé dans le canton de Jalobert, dans le territoire de Senneterre, constitue le lac de tête de la rivière Camachigama.
L'embouchure du lac de tête (côté sud-ouest du lac) se situe à :
- 68,6 km au nord-est de la confluence de la rivière Camachigama ;
- 41,5 km au nord-est du lac Camachigama ;
- 118,4 km au sud-est de Senneterre ;
- 55,3 km au sud-est d’une baie du réservoir Gouin.

Cours de la rivière
À partir de l'embouchure du lac Peter, la rivière Camachigama coule généralement vers le sud sur 101,2 km :
Cours supérieur de la rivière (segment de 21,4 km)
- 1,4 km vers le sud en traversant la limite nord du canton de Chouart, et en traversant le lac Rebec (altitude : 436 m), jusqu'à son embouchure situé au sud-est ;
- 2,0 km vers le nord-est, en traversant sur 1,6 km le lac Finlayson (altitude : 436 m) jusqu’à son embouchure. Note : ce lac est coupé en son centre par la limite des cantons Chuart et Jalobert ;
- 2,0 km vers le nord-est, puis vers l'est dans le canton de Jalobert, en traversant la pleine longueur du lac Moon (en forme de quart de lune ouvert vers le sud-ouest) (altitude : 436 m) jusqu’à son embouchure situé à l'ouest ;
- 4,3 km vers le sud-ouest en traversant le lac Macdonald (altitude : 436 m) sur 3,8 km et en coupant la limite nord du canton de Chuart, jusqu'à l’embouchure du lac ;
- 3,0 km vers le sud-ouest dans le canton de Chouart, en traversant le lac Shannon (altitude : 435 m), jusqu'à la limite du canton de Festubert ;
- 3,3 km vers le sud-ouest dans le canton de Festubert, en traversant la partie sud-ouest du lac Shannon, jusqu'à son embouchure ;
- 5,4 km vers le sud-ouest, en coupant une route forestière et en traversant le lac Chaudillon (longueur : 3,3 km ; altitude : 433 m), jusqu'à son embouchure ;

Cours intermédiaire de la rivière (segment de 48,4 km)
À partir de l’embouchure du lac Chaudillon, la rivière Camachigama coule sur :
- 3,2 km vers le sud-ouest, jusqu'à la décharge (venant de l'ouest) des lacs Bamboo et Marconi ;
- 4,9 km vers le sud-ouest, jusqu'à la décharge (venant du sud) des lacs Dipper et Caverhill ;
- 5,4 km vers le sud-ouest en recueillant les eaux de la décharge des lacs Prinsep et Abbott, jusqu'à la limite est du canton de Lens ;
- 6,7 km vers le sud-ouest en traversant un petit lac (formé par l’élargissement de la rivière) (altitude : 379 m) lequel reçoit du côté est les eaux de la rivière Béthune, jusqu'à son embouchure ;
- 4,4 km vers le sud-ouest en traversant la partie nord du lac du Hibou, jusqu'à la limite entre l’ancien comté d’Abitibi et celui de Joliette ;
- 9,1 km vers le sud-ouest, puis vers le nord-ouest, en traversant la partie sud du lac du Hibou et le lac Indian (longueur : 4,5 km en forme de croissant ouvert vers le nord ; altitude : 369 m) que le courant traverse vers l'ouest, jusqu'à la limite du canton de Lens ;
- 4,6 km vers le nord en serpentant, jusqu'à la décharge (venant de l’Est) du lac Sec ;
- 2,6 km vers le sud-ouest, jusqu'à la limite du canton de Vimy ;
- 2,0 km vers le sud-ouest, jusqu'à la rive nord-est du lac Camachigama ;
- 5,5 km vers le sud-ouest, en traversant le lac Camachigama, jusqu'à son embouchure situé au sud du lac ;

Cours inférieur de la rivière (segment de 31,4 km)
À partir de l'embouchure du lac Camachigama, la rivière Camachigama coule généralement vers le sud-Ouest sur km :
- 2,3 km vers le sud, puis le sud-ouest en traversant sur 1,4 km le lac Blavet (altitude : 366 m) jusqu'à son embouchure situé sur la rive ouest du lac ;
- 1,5 km vers le sud-ouest, en traversant sur 1,1 km un lac non identifié (altitude : 366 m), jusqu'à son embouchure situé au sud-est du lac, soit jusqu'à un pont d'une route forestière ;
- 2,4 km vers le sud-ouest jusqu'à la rive est du lac Akos ;
- 2,9 km vers le sud en traversant le lac Akos (altitude : 361 m) jusqu'à son embouchure situé sur la rive sud du lac ;
- 1,7 km vers le sud en traversant une zone de rapides, jusqu'à la décharge (venant de l'est) du lac Bricault ;
- 6,1 km vers le sud-ouest en traversant un plan d'eau sur 2,0 km, jusqu'à la rive nord-est du lac Fricourt ;
- 2,5 km vers le sud-ouest, en traversant le lac Fricourt (altitude : 358 m) jusqu'à son embouchure situé au sud-est ;
- 1,8 km vers le sud, jusqu'à la décharge (venant du sud-ouest) du lac Fayolle ;
- 5,7 km vers le sud, jusqu'au lac Kâmakadewpagamik ;
- 4,5 km vers le sud, en traversant le lac Kâmakadewpagamik (altitude : 359 m) et la partie nord du lac Bouchette (altitude : 356 m), tout en passant sous le pont d'une route forestière près de la fin de ce segment, jusqu'à la rive nord-ouest d'un baie de la rive nord du lac Bouchette[2].

Le lac Bouchette est traversé vers l'ouest par la rivière des Outaouais. Cette dernière traverse ensuite le lac Danin vers le sud-ouest, la partie nord du Réservoir Cabonga, puis le Réservoir Dozois.
La confluence de la rivière Camachigama se situe à :
- 47,1 km au nord-est de la route 117 ;
- 96,2 km au sud-est du centre-ville de Senneterre ;
- 106,6 km à l'est du centre-ville de Val-d’Or.

## Toponymie
Le toponyme rivière Camachigama est associé au lac du même nom.
Le toponyme rivière Camachigama a été officialisé le 5 décembre 1968 à la Commission de toponymie du Québec.